# 范国盛
范国盛，中华人民共和国政治人物、全国脱贫攻坚先进个人。

## 生平
范国盛任江西省上饶市鄱阳县游城乡花桥村原第一书记，中国井冈山干部学院教务部教学管理处副处长。因在脱贫攻坚战中作出突出贡献，2021年2月25日全国脱贫攻坚总结表彰大会上，范国盛被授予“全国脱贫攻坚先进个人”。